# Phoradendron heredianum
Phoradendron heredianum är en sandelträdsväxtart som beskrevs av Kuijt. Phoradendron heredianum ingår i släktet Phoradendron och familjen sandelträdsväxter. Inga underarter finns listade i Catalogue of Life.